# REBEL (computerschaak)
REBEL is een Nederlands schaakprogramma dat is ontwikkeld door Ed Schröder. De ontwikkeling van REBEL begon in 1980 op een TRS-80. Sindsdien is het programma vele malen omgezet naar hardwarematige schaakcomputers alsmede in software voor microprocessors.

## Titels
- Nederlands kampioen: 1987, 1989, 1990, 1992
- Wereldkampioen: 1992

## Geschiedenis van REBEL
- 1980: Eerste versie van REBEL was klaar en liep op een TRS-80. Later versies konden ook lopen op een Apple II en een Mephisto schaakcomputer.
- 1982: REBEL maakte zijn debuut op het Nederlands kampioenschap en behaalde gelijk een derde plaats.
- 1990+: REBEL werd omgezet naar MS-DOS en Microsoft Windows en werd commercieel uitgebracht.
  - 1991: REBEL werd omgezet naar de een hardware schaakkaart genaamd Chessmachine. Dit programma won in dit jaar het wereldkampioenschap.
  - 1992: Gideon won het wereldkampioenschap. Dit was de eerste keer dat een microprocessor vóór alle mainframes, supercomputers en special schaak-hardware eindigde.
  - 1997: REBEL won een match tegen GM Artur Joesoepov 10,5–6,5. Dit was de eerste succesvolle uitdaging van een commercieel programma tegen een grootmeester.
  - 1998: REBEL won de match met GM Viswanathan Anand met 5–3.  Anand had de tweede FIDE-rating van de wereld in die tijd.
- 2004: Ed Schröder ging met pensioen. Hij bracht een freeware versie van REBEL uit onder de naam ProDeo.